# Coalizione di centro-sinistra alle elezioni politiche in Italia del 2008
La coalizione di centro-sinistra alle elezioni politiche in Italia del 2008 comprendeva tre distinte formazioni politiche:
- Partito Democratico di Walter Veltroni;
- Italia dei Valori di Antonio Di Pietro;
- Autonomie Liberté Démocratie alleanza di centro-sinistra nella circoscrizione Valle d'Aosta.

I Radicali Italiani inserirono propri candidati nella lista del PD.

## Storia

### Formazione della coalizione

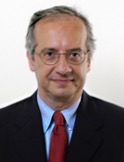
Walter Veltroni - Leader della coalizione di centro-sinistra

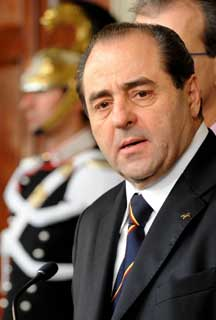
Antonio Di Pietro - Leader dell'Italia dei Valori

L'unificazione di buona parte del centro-sinistra italiano di stampo riformista si concretizza con la nascita del Partito Democratico: la nuova formazione politica vuole essere la prosecuzione dell'esperienza federativa di Uniti nell'Ulivo, che alle Elezioni europee del 2004 aveva unito in un'unica lista Democratici di Sinistra, La Margherita e Socialisti Democratici Italiani.
Alla fine del 2007 si svolse così la prima riunione dell'Assemblea Costituente Nazionale del Partito Democratico a Milano, ma senza lo SDI che (dopo l'esperienza della Rosa nel Pugno insieme ai Radicali Italiani nel 2005) aveva deciso di seguire una strada diversa: nel 2008 nacque così il nuovo Partito Socialista che, nella linea della tradizione del vecchio PSI, cercò di riunire in sé tutte le forze di stampo socialdemocratico non intenzionate a confluire nel Partito Democratico.
L'Unione, precedente coalizione di centro-sinistra, si sciolse all'inizio del 2008 con la caduta del governo Prodi II causata dalla crisi politica innescata dall'UDEUR di Clemente Mastella. Le forze che l'avevano composta diedero vita a varie nuove formazioni. Il Partito Democratico decise di fare a meno della quasi totalità degli ex-alleati sia per le elezioni del Senato sia per quelle della Camera; inoltre, il partito precisò che avrebbe accettato alleanze solo con i partiti che condividessero integralmente, e senza riserve, il proprio programma elettorale. Unica alleanza mantenuta dal PD fu, infine, quella con l'Italia dei Valori, che, secondo gli accordi, avrebbe mantenuto il proprio simbolo nella corsa elettorale per poi formare gruppi parlamentari unificati con il compagno di coalizione. I Radicali Italiani, dopo una lunga trattativa, accettarono l'accordo proposto dal PD per inserire propri candidati nelle liste di quest'ultimo: la conseguenza fu che i Radicali formalmente non presentarono alcuna lista nonostante avessero presentato il proprio simbolo.
Nella circoscrizione Valle d'Aosta il centro-sinistra forma un'alleanza con Renouveau Valdôtain e Vallée d'Aoste Vive partecipando con la lista Autonomie Liberté Démocratie.
Il Südtiroler Volkspartei non entrò in nessuna coalizione per la Camera dei Deputati; tuttavia, limitatamente ai collegi del Senato in Trentino-Alto Adige, strinse un'alleanza, il cosiddetto Patto di Salorno, con il PD, l'Italia dei Valori, il Partito Socialista e alcune liste locali: nei due collegi di in cui la SVP era più forte la lista si presentò autonomamente, mentre negli altri quattro i candidati corsero sotto il simbolo di SVP-Insieme per le Autonomie.

### Elezioni
Alle elezioni politiche del 2008, Partito Democratico e Italia dei Valori raccolgono complessivamente il 37,546% dei consensi alla Camera, contro il 46,811% della coalizione Il Popolo della Libertà, Lega Nord e Movimento per le Autonomie guidata da Silvio Berlusconi, e il 38,010% al Senato, contro il 47,320% della coalizione avversaria. Singolarmente il Partito Democratico ha ottenuto rispettivamente il 33,17% e il 33,69% dei suffragi.
|                   | Camera dei deputati     |                              | Partito Democratico | 12.095.306          | 33,18               | 211                 | N.D.          | N.D.          | 0             | 338.954             | 32,48               | 6                   | 217     | −9     |        |              |     |
|                   | Camera dei deputati     | Italia dei Valori            | 1.594.024           | 4,37                | 28                  | N.D.                | N.D.          | 0             | 42.149        | 4,04                | 1                   | 29                  | +12     |        |        |              |     |
|                   | Camera dei deputati     | Autonomie Liberté Démocratie | N.D.                | N.D.                | 0                   | 29.314              | 39,12         | 1             | N.D.          | N.D.                | 0                   | 1                   | ±0      |        |        |              |     |
| Totale coalizione | Totale coalizione       | 13.689.330                   | 37,55               | 239                 | 29.314              | 39,2                | 1             | 381.103       | 36,52         | 7                   | 247                 | +3                  |         |        |        |              |     |
| Ramo parlamentare | Ramo parlamentare       | Partito                      | Partito             | Italia (18 regioni) | Italia (18 regioni) | Italia (18 regioni) | Valle d'Aosta | Valle d'Aosta | Valle d'Aosta | Trentino-Alto Adige | Trentino-Alto Adige | Trentino-Alto Adige | Estero  | Estero | Estero | Totale seggi | +/– |
| Ramo parlamentare | Ramo parlamentare       | Partito                      | Partito             | Voti                | %                   | Seggi               | Voti          | %             | Seggi         | Voti                | %                   | Seggi               | Voti    | %      | Seggi  | Totale seggi | +/– |
|                   | Senato della Repubblica |                              | Partito Democratico | 11.042.452          | 33,69               | 116                 | N.D.          | N.D.          | 0             | 19.253              | 3,48                | 0                   | 314.703 | 33,02  | 2      | 118          | +10 |
|                   | Senato della Repubblica | Italia dei Valori            | 1.414.730           | 4,31                | 14                  | N.D.                | N.D.          | 0             | N.D.          | N.D.                | 0                   | 38.357              | 4,02    | 0      | 14     | +10          |     |
|                   | Senato della Repubblica | Altri di centro-sinistra     | N.D.                | N.D.                | 0                   | 26.377              | 37,40         | 0             | N.D.          | N.D.                | 0                   | N.D.                | N.D.    | 0      | 0      | −1           |     |
| Totale coalizione | Totale coalizione       | 12.457.182                   | 38,00               | 130                 | 26.377              | 37,40               | 0             | 19.253        | 3,48          | 0                   | 353.060             | 37,04               | 2       | 132    | +19    |              |     |

### Formazione del governo e successivi sviluppi
La coalizione di centro-sinistra, perse le elezioni, si schiera compatta all'opposizione del Governo Berlusconi IV. Tuttavia l'Italia dei Valori, che in campagna elettorale dichiarò la propria intenzione di costituire un gruppo unico in Parlamento, dopo il voto annuncia gruppi autonomi rispetto al Partito Democratico.
In occasione delle europee del 2009 la coalizione corre con liste separate.
La coalizione resta compatta a livello parlamentare fino all'insediamento del Governo Monti. L'IdV infatti, dopo un iniziale appoggio, passa all'opposizione sancendo la rottura definitiva col PD.